# Opomyza nitida
Opomyza nitida är en tvåvingeart som beskrevs av Joseph Waltl 1837. Opomyza nitida ingår i släktet Opomyza och familjen gräsflugor.
Artens utbredningsområde är Tyskland. Inga underarter finns listade i Catalogue of Life.